# Miaozi (socken i Kina, Sichuan)
Miaozi (kinesiska: 庙子乡, 庙子) är en socken i Kina. Den ligger i provinsen Sichuan, i den sydvästra delen av landet, omkring 440 kilometer nordost om provinshuvudstaden Chengdu. Antalet invånare är 5 270. Befolkningen består av 2 489 kvinnor och 2 781 män. Barn under 15 år utgör 27,0 %, vuxna 15-64 år 60 %, och äldre över 65 år 12,0 %.
Genomsnittlig årsnederbörd är 1 349 millimeter. Den regnigaste månaden är september, med i genomsnitt 296 mm nederbörd, och den torraste är december, med 4 mm nederbörd.